# Retrocés de les glaceres des de 1850

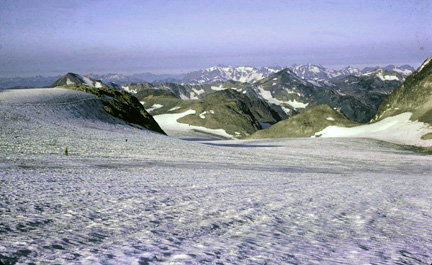
Una vista de la Glacera Whitechuck al Parc Nacional de les Cascades del nord el 1973

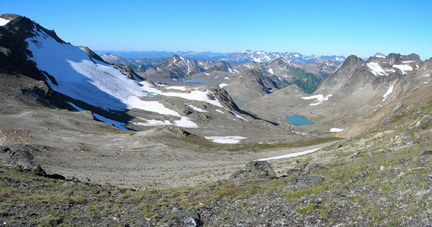
La mateixa vista el 2006, en la que aquesta branca de la glacera ha retrocedit 1,9 kilòmetres

El ràpid retrocés de les glaceres des de mitjan segle xix arreu del món està ben documentada i és un problema climàtic de gran rellevància. Aquest fenomen afecta la disponibilitat d'aigua dolça per al consum humà i el regadiu, i, a termini més llarg, podria elevar el nivell general dels oceans. El desglaç podria provocar inundacions tant a escala local, en les poblacions properes a les glaceres, com a escala global a les ciutats costaneres.
El retrocés de les glaceres no s'ha de confondre amb altres fenòmens cíclics, com el desglaç anual que es produeix cada primavera a les muntanyes en fondre's la neu i que, en ser un fenomen purament estacional, no es deu a les mateixes raons que la fosa de les glaceres. La fusió de la neu en els mesos d'estiu té en general conseqüències positives, ja que genera una font valuosa d'aigua dolça i el procés es repeteix any rere any. El problema sorgeix quan el fenomen no és estacional, és a dir, la glacera no recupera el seu volum inicial en els mesos freds, any rere any veu minvat el seu volum i, per tant, la font d'aigua dolça es veu amenaçada. Les causes principals del retrocés de les glaceres són l'increment de la temperatura global i el menor volum de precipitacions a les zones afectades.
Des del final de la Petita Edat de Gel al voltant de 1850 les glaceres de tot el món han vist decréixer el seu volum. Aquest fenomen és denominat pels glaciòlegs retrocés de les glaceres i, donada la coincidència temporal entre l'aparició del fenomen i l'increment en l'emissió de gasos hivernacle, en els últims anys la tendència és atribuir bona part del fenomen a l'acció humana. No obstant això, el clima és extraordinàriament complex i els seus mecanismes naturals de regulació estan sent investigats actualment. Reconstruir la història climàtica de la Terra no és una tasca senzilla.
L'augment global de la temperatura en la primera meitat del s.XX s'atribueix a una barreja de factors naturals i antropogènics. Entre els factors naturals s'inclouen les oscil·lacions cícliques en la radiació solar, degudes entre altres factors a les variacions orbitals de la Terra al voltant del Sol, i les oscil·lacions en l'activitat volcànica. El factor antropogènic és l'increment en les emissions de gasos hivernacle degut entre altres a l'ús de combustibles fòssils i certes activitats industrials. Si el retrocés de les glaceres es deu en major o menor mesura a l'acció de l'home continua sent un tema de debat actualment. No obstant això, en els últims anys, cada vegada més científics advoquen per atorgar més pes al factor antropogènic, especialment com a motor de l'escalfament global que s'ha observat durant les últimes dècades i que no sembla deure's únicament a una oscil·lació natural del clima. En qualsevol cas, independentment de què o qui tinguin la responsabilitat última, el fenomen de la fosa de les glaceres existeix, està àmpliament estudiat i tindrà conseqüències a mitjà termini llevat que el clima canviï espontàniament o es prenguin mesures per limitar el factor antropogènic al màxim amb l'esperança que aquest sigui decisiu.

## Balanç de masses i punt d'equilibri
Balanç de masses de les glaceres de muntanya més importants del món. Amb l'excepció dels situats a Escandinàvia els més grans retrocedeixen.
El balanç de masses d'una glacera és la diferència entre la neu que s'acumula i es transforma en gel, i la que es fon per l'acció de la calor. Aquest càlcul és la clau per entendre l'evolució de qualsevol gran massa de gel. Qualsevol glacera tendeix a estabilitzar-se entorn d'un punt d'equilibri en el qual la diferència entre el gel que es fundi i el que es genera a causa de les nevades és exactament zero. Si es fon més gel del qual es crea, la glacera perd l'equilibri i la seva massa disminueix i, al revés, si el que s'agrega és més del que es fon, la glacera incrementa la seva mida. En ambdós casos la glacera tendirà de manera natural a redimensionar-se al voltant del seu punt d'equilibri adaptant-se a les noves circumstàncies climàtiques, encara que a causa de les oscil·lacions del clima, això no succeeix pràcticament mai. Les glaceres van creixent i retrocedint en funció de si fa més o menys fred i la quantitat de neu que cau. Tanmateix, això no impedeix que es pugui apreciar una tendència clara als llarg d'un període prou llarg, com els últims 150 anys. El canvi climàtic causa variacions tant en la temperatura com en la intensitat de les nevades, provocant que el balanç de masses d'una glacera desplaci el seu punt d'equilibri. Actualment existeixen molt poques glaceres que creixin, i els que ho fan creixen lentament pel que es pot suposar que són a prop d'assolir el seu punt d'equilibri i aviat deixaran de fer-ho.[8] Est mètode de càlcul, aparentment senzill d'explicar i d'entendre, no ho és tant a la pràctica. Monitorar el balanç de masses de les glaceres de manera global implica realitzar grans inversions en investigació i desenvolupament i l'establiment d'observatoris permanents en llocs com l'Antàrtida. Per a aquest tipus de projectes sol ser necessària la col·laboració internacional i no sempre s'aconsegueix el consens.
La glacera Easton ha retrocedit aproximadament 255 metres entre 1985 i 2003.
Quan una glacera fora del seu punt d'equilibri comença a fondre's, les primeres zones afectades són les de menor altitud i grossor, a causa que en general a les parts més altes de la glacera la temperatura sol ser més baixa i hi ha més gel acumulat. Si la glacera s'allunya del seu punt d'equilibri, les "faldilles" del mateix van fonent-se gradualment fins que l'equilibri es restableixi o com a mínim s'apropi a ell. No obstant això, si el desequilibri a les zones d'acumulació de gel de la glacera és prou gran, la glacera simplement es fondrà per complet sense poder reequilibrar-se llevat que la temperatura baixi o les precipitacions augmentin.
La glacera d'Easton situada entre la Colúmbia Britànica i l'Estat de Washington, és un bon exemple que permet il·lustrar com una glacera es fon gradualment, començant per les parts de menor altitud i ascendint a poc a poc cap al cim. En la imatge de l'esquerra es poden apreciar els canvis que s'han produït en disset anys, entre 1985 i 2003, durant els quals les faldilles de la glacera han anat desapareixent gradualment, mentre que la cimera|cim gelada contínua en bon estat i en equilibri amb el seu entorn, almenys fins a l'actualitat. Si en algun moment futur, les temperatura a prop de la cimera|cim augmentés prou o les precipitacions disminuïssin, el cim de la glacera perdria l'equilibri, es fondria completament i desaparèixer per complet deixant la cimera|cim de la muntanya a l'aire lliure.

## La situació actual de les glaceres més rellevants
Procés de transformació de la neu en gel glacial.
La majoria de les glaceres han perdut en les últimes dècades tant massa com a superfície, amb l'excepció del període 1940-1980 aproximadament durant el qual, a causa d'un lleuger refredament global, moltes glaceres van recuperar alguna cosa de volum o com a mínim van conservar el que els quedava. A partir de 1980 la temperatura ha continuat incrementant-se fins als nostres dies, pel qual la majoria de glaceres del món o han desaparegut completament o estan amenaçats. Aquest fenomen afecta pràcticament totes les regions del món des dels tròpics, passant per les latituds mitjanes fins als pols. Per exemple, les glaceres dels Alps han perdut dues terceres parts de la seva superfície en els últims 150 anys. Aquest fenomen ha tingut ja efectes prou grans perquè es pugui comprovar visualment comparant fotografies antigues i actuals, sense necessitat d'aparells sofisticats que permetin mesurar la massa i superfície de la glacera. Aquest procés ha afectat també les zones polars on en els últims anys s'ha pogut observar el despreniment de grans icebergs i plaques de gel. A finals del s.XX, entre 1980 i 1990, excepcionalment es van poder observar glacials en creixement a Noruega, Nova Zelanda, Islàndia i a l'Antàrtida occidental, degut fonamentalment a l'augment de precipitacions en aquestes zones. Tanmateix, des de l'any 2000 aquest procés local sembla haver-se revertit, alentit o parat del tot, sobretot en la dues primeres regions.
Les serralades de latituds mitjanes, tals com l'Himàlaia, els Alps, les Muntanyes Rocoses i els Andes del Sud, així com certs cims tropicals aïllats com la Muntanya Kilimanjaro a l'Àfrica, estan sofrint algunes de les pèrdues proporcionalment més importants.

## Glaceres de latituds mitjanes
Aquest gran grup el formen aquelles glaceres que estan situades entre el Tròpic de Càncer i el cercle polar àrtic, o entre el Tròpic de Capricorn i el cercle polar antàrtic. Aquestes dues grans zones de la Terra contenen fonamentalment glaceres de muntanya entre les quals destaquen els de l'Himàlaia, els Alps, els Pirineus, les Muntanyes Rocoses, els Andes i Nova Zelanda. Les glaceres d'aquestes regions solen ser extenses i estenen a ser més i més extensos com més a prop es troben d'un dels cercles polars. Aquest grup ha estat estudiat amb deteniment durant els últims 150 anys i pràcticament totes les seves glaceres tenen un balanç de massa negatiu, és a dir, estan retrocedint.

### Hemisferi oriental

#### Europa
El World Glacier Monitoring Service reporta els canvis en el punt terminal i en l'elevació més baixa que assoleixen les glaceres al voltant del món cada cinc anys. A la seva edició de 1995-2000, varen registrar les variacions del punt terminal de les glaceres a través dels Alps. Durant el període de cinc anys comprès entre els anys 1995 al 2000, 103 de les 110 glaceres examinades de Suïssa, 95 de les 99 glaceres d'Àustria, les 69 glaceres d'Itàlia, i les 6 glaceres de França es trobaven en retirada.

##### Alps

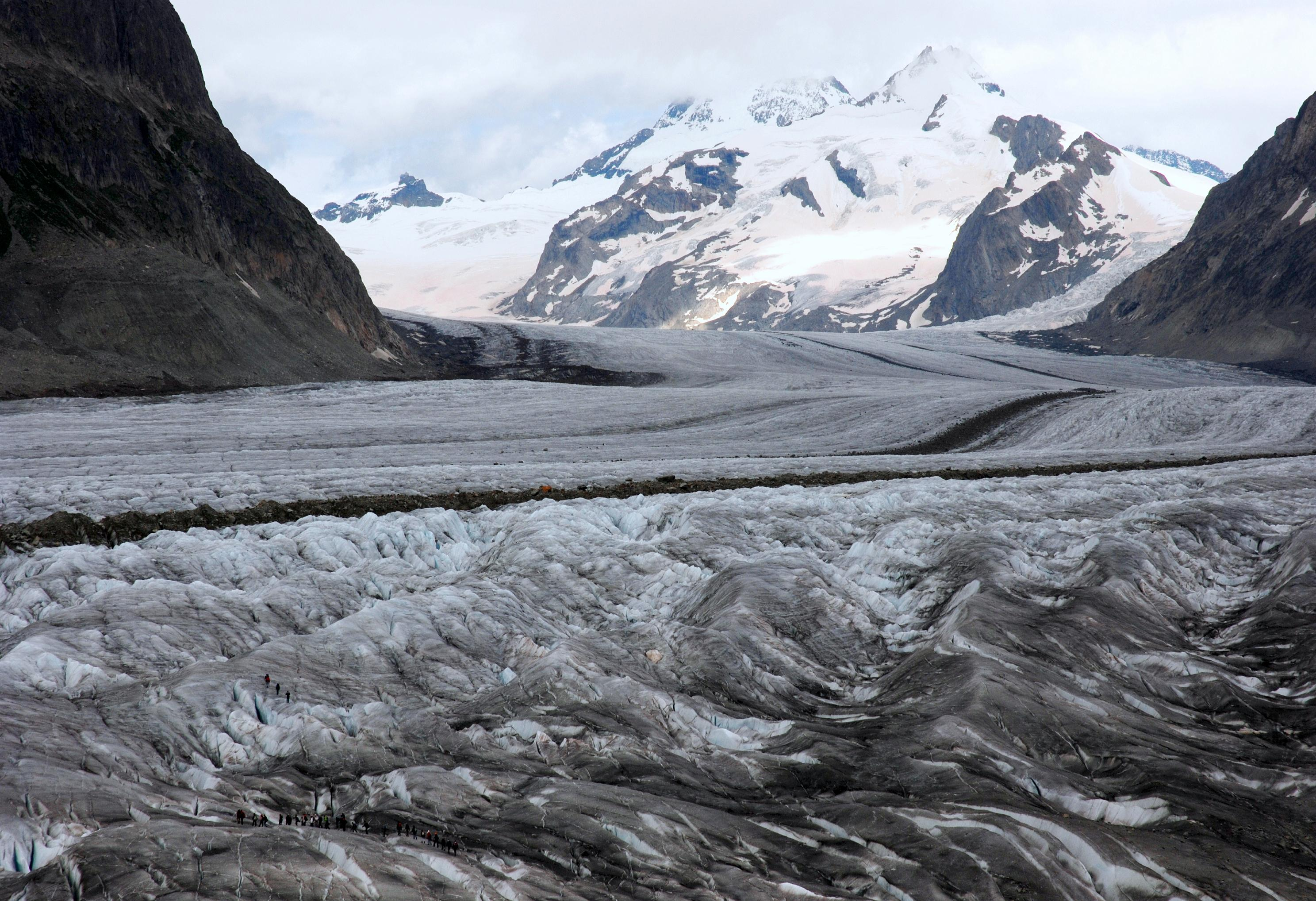
Glacera d'Aletsch

Pràcticament totes les glaceres dels Alps tenen un balanç de masses negatiu. En els anys 70 existien 5.150 glaceres que cobrien una superfície total de 2.903 km² (1342 km² a Suïssa, 602 km² a Itàlia, 542 km² a Àustria i 417 km² a França). S'ha realitzat un estudi sobre la seva evolució des de 1850 arribant en la conclusió que fins a 1970 el 35% de la seva superfície havia desaparegut, arribant fins al 50% l'any 2000.

#### Àsia

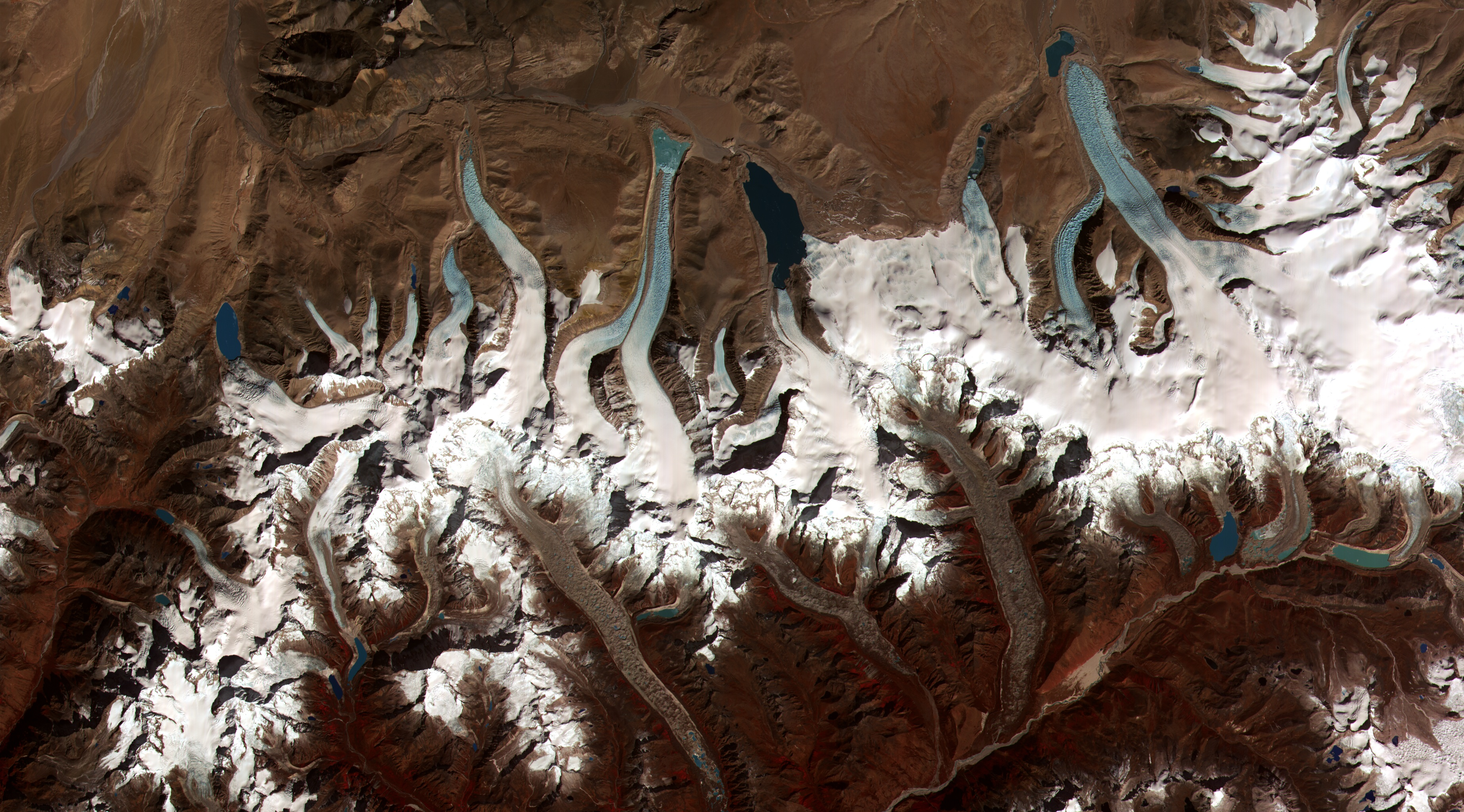
Aquesta imatge de la NASA mostra la formació de nombrosos llacs a la part terminal de les glaceres en retrocés del Bhutan a l'Himàlaia.

L'Himàlaia així com altres serralades de l'Àsia central cobreixen vastes regions gelades; només a l'Himàlaia hi ha unes 6.500 glaceres amb una superfície total de 33.000 km². Aquestes reserves de gel representen un paper central en l'obtenció d'aigua en països àrids com Mongòlia, certes regions de la Xina, Pakistan i l'Afganistan. Aquestes glaceres estan fonent-se a gran velocitat i la seva desaparició total podria tenir conseqüències greus tant ecològiques com humanes.
Un informe del Fons Mundial per la Natura (WWF) concloïa que el 67% de les glaceres de l'Himàlaia s'estaven retirant. A la Xina, entre el 1950 i 1970, el 53% de les 612 glaceres estudiades eren en retrocés, mentre que durant els anys noranta les glaceres en via de desaparició havien assolit el 95%, la qual cosa és un signe clar de com s'està accelerant i estenent aquest procés. Les glaceres a la regió Himàlaia de l'Everest es troben totes en retrocés. La glacera de Khumbu, que és una de les rutes principals a la base de l'Everest, s'ha retirat 5 km des de 1953 mentre que la glacera de Rongbuk,al Tibet, que en drena la cara nord s'ha estat retirant 20 m per any.
A l'Índia la glacera Gangotri, que és una font significativa d'aigua per al riu Ganges, es retirava 34 m per any entre 1970 i 1996, i des del 2000 ha sofert una pèrdua mitjana de 30 m per any. Amb la retirada de glaceres a l'Himàlaia, s'han creat un cert nombre de llacs glacials. Una preocupació creixent és el potencial per al desbordament dels llacs glacials (GLOF) — els investigadors estimen que 20 llacs glacials al Nepal i 24 a Bhutan suposen una amenaça per a les poblacions humanes si les seves preses formades per les morenes terminals cedissin. Un llac glacial identificat com a potencialment perillós és el Raphstreng Tsho al Bhutan, que mesurava 1,6 km de llarg, 0,96 km d'ample i 80 m de profunditat el 1986. Per 1995 el llac havia crescut fins als 1,94 km de llarg, 1,13 km d'ample i 107 m de profunditat. El 1994 un GLOF des del Luggye Tsho, un llac glacial adjacent al Raphstreng Tsho, matava a 23 persones corrent avall.
Les glaceres de la serralada d'Ak-shirak a Kirguizstan experimentaven una pèrdua lleugera entre 1943 i 1977 i una pèrdua accelerada d'un 20% de la seva massa restant entre el 1977 i 2001.
A les muntanyes de Tian Shan, que el Kirguizstan comparteix amb la Xina i el Kazakhstan, els estudis realitzats en la part septentrional de la serralada mostren que les glaceres que ajuden a subministrar aigua a aquesta regió àrida han estat perdent gairebé 2 km³ de gel anuals entre 1955 i 2000. L'estudi de la Universitat d'Oxford també informava que una mitjana d'un 1,28% del volum d'aquestes glaceres havia estat perdent cada any entre el 1974 i 1990.
Al sud del Tien Shan, les muntanyes del Pamir situades principalment a Tadjikistan posseeixen molts milers de glaceres, totes les quals es troben en un estat general de retirada. Durant el segle xx, les glaceres del Tadjikistan perderen 20 km³ de gel. La glacera Fedtxenko de 70 km de llarg, que és la més gran del Tadjikistan i també la glacera no polar més gran a Terra, ha perdut un 1,4% de la seva llargada, o sigui 1 km, 2 km³ de la seva massa i l'àrea de la glacera s'ha reduït en 11 km² durant el segle xx. De manera semblant, la veïna glacera Skogatch perdia un 8% de la seva massa total entre 1969 i 1986. Tadjikistan i els països veïns de la serralada del Pamir són altament dependents d'escolament glacial per assegurar els cabals dels rius durant les sequeres i l'estació seques que experimenten tots els anys. La desaparició continuada del gel de glaceres ocasionarà un augment a curt termini, seguida per una disminució a llarg termini de l'aigua de fusió glacial que flueix cap als rius i corrents.
Les glaceres de la regió xinesa de Xinjiang han perdut des de 1964 al voltant d'un 20% de la seva massa. Tenint en compte que en aquesta zona es troba pràcticament la meitat de la superfície gelada de la Xina, el futur no sembla molt prometedor.[11]

#### Oceània

Aquestes glaceres a Nova Zelanda s'han continuat retirant ràpidament en aquests darrers anys. Es de ressaltar l'increment de la mida dels llacs terminals, la retirada del gel blanc (gel lliure de la coberta de morenes), i l'augment de l'alçada de les parets de les morenes a causa de l'aprimament del gel.Foto.

A Nova Zelanda les glaceres de muntanya han estat en retrocés general des de 1890, amb una acceleració d'aquesta retirada des de 1920. La majoria de les glaceres s'han aprimat perceptiblement i s'han reduït en mida, i les zones d'acumulació de neu s'han aixecat en elevació mentre el segle XX progressava. Durant el període 1971-75, la glacera d'Ivori perdia 30 m en el seu punt terminal, i al voltant d'un 26% de l'àrea superficial de la glacera durant el mateix període. Des de 1980 es creaven nombrosos llacs glacials petits darrere les noves morenes terminals d'unes quantes d'aquestes glaceres. Glaceres com les de Classen, Godley i Douglas ara tenen totes nous llacs glacials per sota dels seus punts terminals a causa de la retirada glacial durant els passats 20 anys. Les imatges de satèl·lit indiquen que aquests llacs continuant expandint-se. Hi ha hagut i es troben en curs significatives pèrdues de volum de gel a les glaceres de Nova Zelanda més grans, incloent-hi les de Tasman, Ivory, Classen, Mueller, Maud, Hooker, Grey, Godley, Ramsay, Murchison, Therma, Volta i Douglas. La retirada d'aquestes glaceres ha estat marcada per l'expansió dels llacs proglacials i l'aprimament de la zona terminal.
Unes quantes glaceres, entre les quals es troben notablement les molt visitades de Fox i Franz Josef a Nova Zelanda, han avançat periòdicament, especialment durant els anys noranta, però l'escala d'aquests avenços és petita quan compara amb la retirada soferta durant el segle xx. Les dues glaceres són actualment 2,5 km més curtes que fa un segle. Aquestes glaceres grans, que flueixen ràpidament i situades en pendents costeruts han estat molt reactives els canvis petits del balanç de masses. Uns quants anys de condicions favorables a l'avenç de glaceres, com un augment de les nevades i temperatures més fresques, es reflecteixen ràpidament en un avenç corresponent, seguida per una retirada igualment ràpida quan les condicions favorables finalitzen.(USGS3) Les glaceres que han estat avançant a unes quantes localitzacions a Nova Zelanda han estat fent això a causa d'un canvi de temps provisional associat amb El Niño, que ha portat més precipitació i estius més nuvolosos i frescs des de 2002. (Goodenough)

### Hemisferi occidental

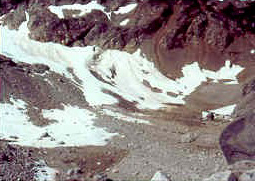
La Glacera Lewis, al Parc Nacional de les Cascades del Nord després de fondre's el 1990

Les glaceres nord-americanes estan situades principalment al llarg de la columna vertebral de les muntanyes Rocoses als Estats Units i el Canadà, i a les serralades de la costa del Pacífic que s'estenen des del nord de Califòrnia fins a Alaska. Mentre que Groenlàndia està associada geològicament amb Amèrica del Nord, també forma part de la regió àrtica.

#### Serralada de les Cascades
La serralada de les Cascades d'Amèrica del Nord, situada a la part occidental del continent, s'estén des de la Colúmbia Britànica al sud del Canadà fins al nord de Califòrnia. Excepte Alaska, aproximadament la meitat de l'àrea glacial als Estats Units es troba a les més de 700 glaceres de les Cascades del Nord, una porció de la serralada que s'estén entre la frontera canadenca i la carretera I-90 al centre de Washington. Aquestes glaceres emmagatzemen tanta aigua com la continguda en tots els llacs i pantans de la resta de l'estat, i proporcionen molt del cabal dels corrents i rius durant els mesos secs de l'estiu, aproximadament uns 870.000 m³.
Tan recentment com el 1975, les glaceres de les Cascades del Nord es trobaven en creixement a causa del temps més fresc i l'augment de la precipitació que es va registrar des del 1944 fins a 1976. Tanmateix, pel 1987 les glaceres de les Cascades del Nord s'estaven retirant, i el ritme de la fosa de les glaceres ha anat augmentant cada dècada des dels mitjans dels anys setanta. Entre el 1984 i el 2005, les glaceres de les Cascades del Nord perdien una mitjana de més de 12,5 m de gruix i entre un 20% i un 40% del seu volum.

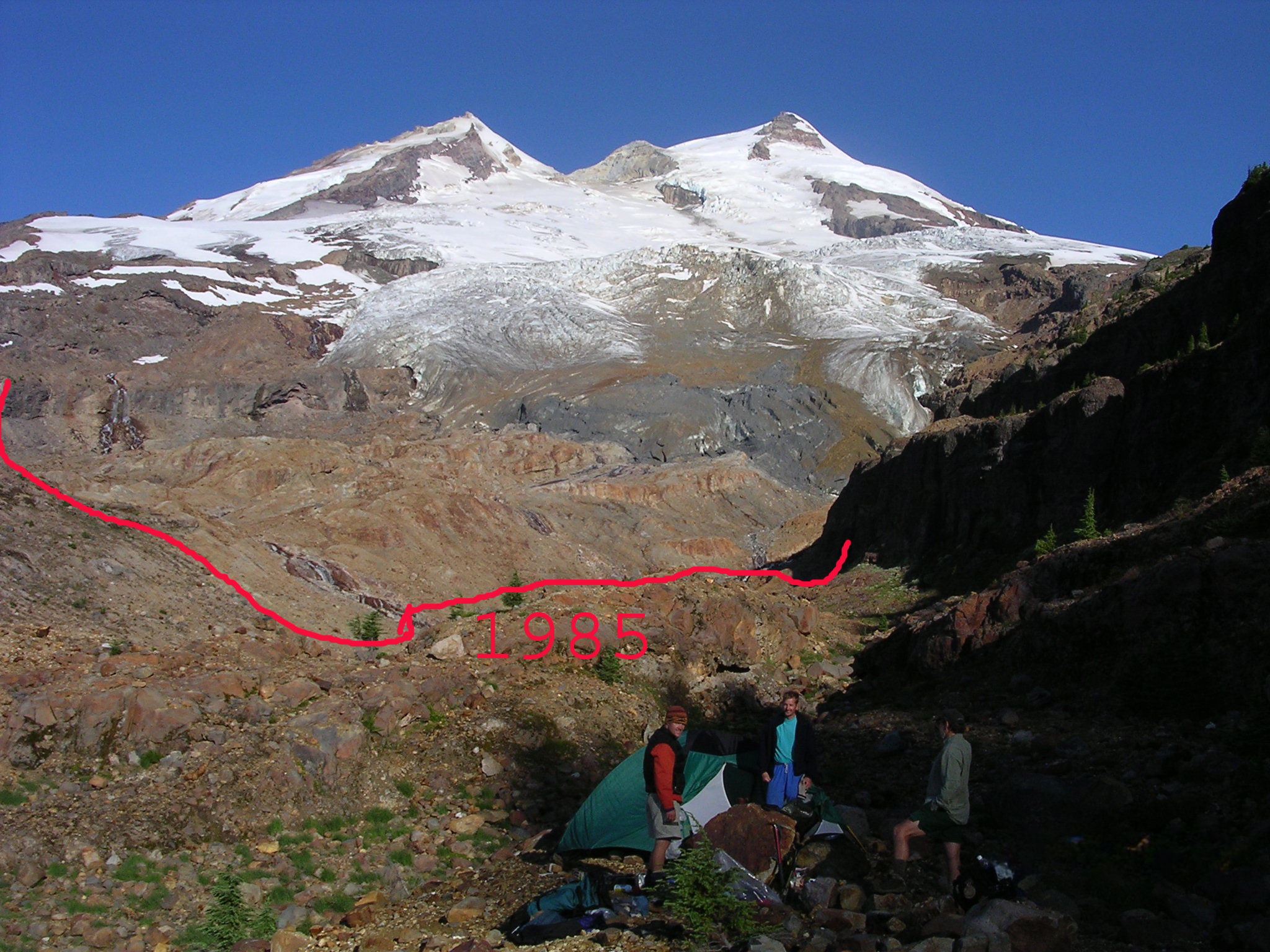
La glacera de Boulder ha retrocedit 450 m des de 1987 fins al 2005.

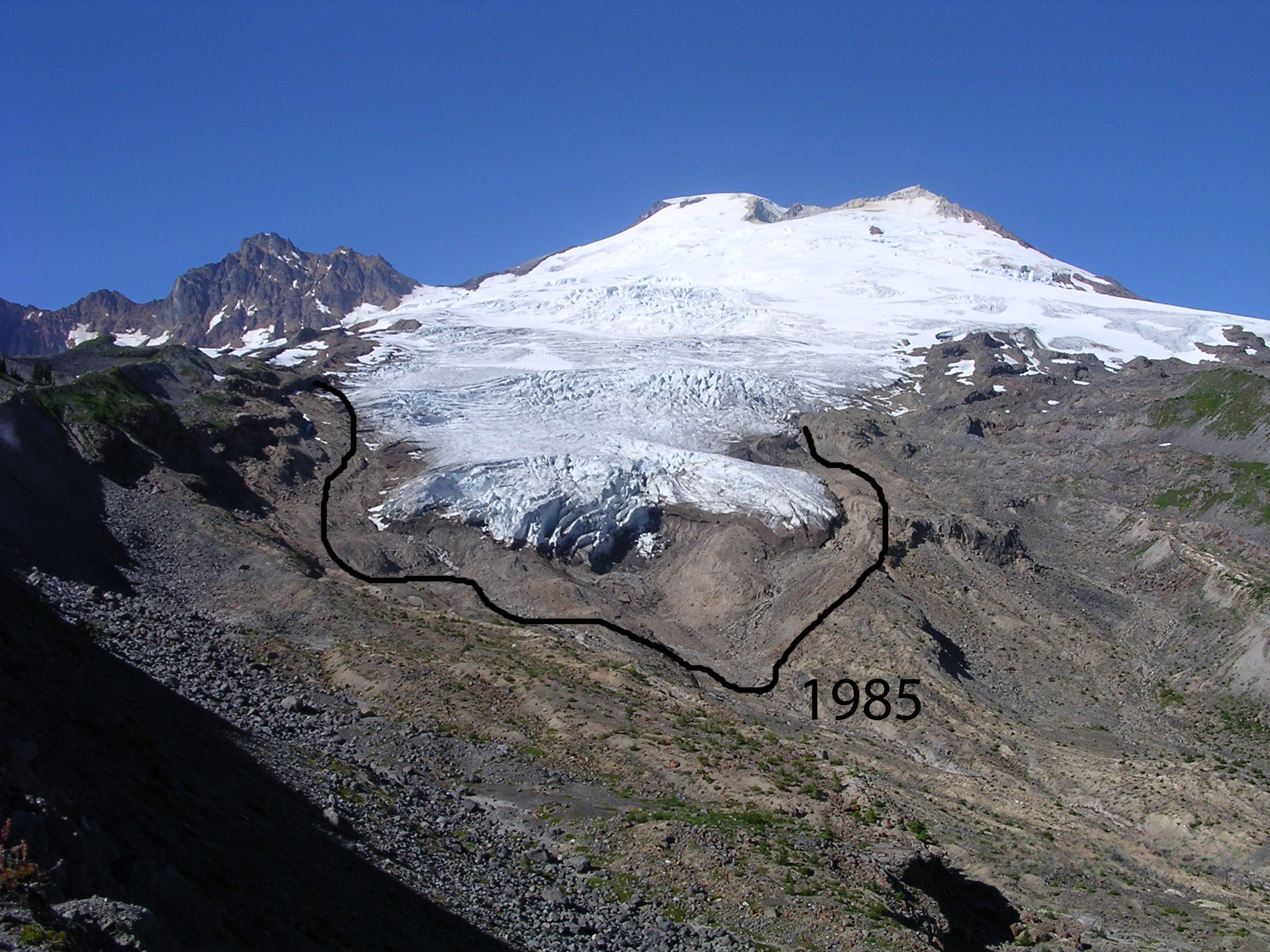
La glacera d'Easton ha retrocedit 255 m des de 1990 fins al 2005.

Els glaciolegs que investigen les glaceres de les Cascades del Nord han trobat que les 47 glaceres controlades estan retrocedint i que quatre d'elles: glacera de Spider, glacera de Lewis, glacera de Milk Lake, i glacera de David; han desaparegut completament des de 1985. La glacera de White Chuck (prop del Glacier Peak) és un exemple especialment dramàtic. La glacera defugia 3,1 km² en 1958 fins a només 0,9 km² el 2002. Similarment, la glacera de Boulder al flanc sud-est del Mont Baker retrocedia uns 450 m des de 1987 a 2005, deixant enrere un terreny estèril. Aquesta retirada ha ocorregut durant un període de reducció de les nevades durant l'hivern i unes temperatures estivals més altes. En aquesta regió de les Cascades, la superfície coberta per la neu durant l'hivern ha declinat un 25% des de 1946, i les temperatures d'estiu han augmentat 0,7 °C durant el mateix període. Les temperatures hivernals més altes donen lloc a pluja la qual cosa redueix la coberta de neu malgrat que hi hagi hagut un petit increment en la precipitació hivernal i també permeten que les glaceres es fonguin fins i tot durant l'hivern. A partir de 2005, un 67% de glaceres de Cascada del Nord observades es troben en desequilibri i no sobreviuran si continua el clima actual. Aquestes glaceres desapareixeran finalment llevat que les temperatures descendeixin i la precipitació sòlida augmenti. S'espera que les glaceres restants s'estabilitzin, llevat que el clima es continuï escalfant, però molt reduïdes en la seva mida.

### Muntanyes Rocoses dels EUA
En els pendents protegits dels cims més alts de Parc Nacional de les Glaceres (EUA) a Montana, les seves glaceres epònimes estan disminuint ràpidament. L'àrea de cada glacera ha estat cartografiada durant dècades per part del National Parc Service (Servei de Parcs Nacionals) i el United States Geological Survey (USGS). Comparant les fotografies preses a mitjans del segle xix segle amb imatges contemporànies proporciona una evidència suficient que les glaceres al parc s'han retirat notablement des de 1850. Les fotografia repetides durant les dècades de llavors ençà mostren clarament que les glaceres de tot el parc com la glacera de Grinnell es troben totes retirant-se. Les glaceres més grans són ara aproximadament un terç de la mida anterior que posseïen quan foren estudiades el 1850, i nombroses glaceres més petites han desaparegut completament. Només un 27% dels 99 km² de l'àrea coberta per les glaceres el 1850 al Parc Nacional de les Glaceres romanien coberts el 1993.(USGS) Els investigadors creuen que per l'any 2030, la major part del gel glacial al Parc Nacional de les Glaceres haurà desaparegut llevat que els patrons de clima actuals facin marxa enrere en la seva direcció.(USGS5) La glacera de Grinnell és només una de moltes glaceres del Parc Nacional de les Glaceres que han estat ben documentades mitjançant fotografies durant moltes dècades. Les fotografies de sota demostren clarament la retirada d'aquesta glacera des de 1938.

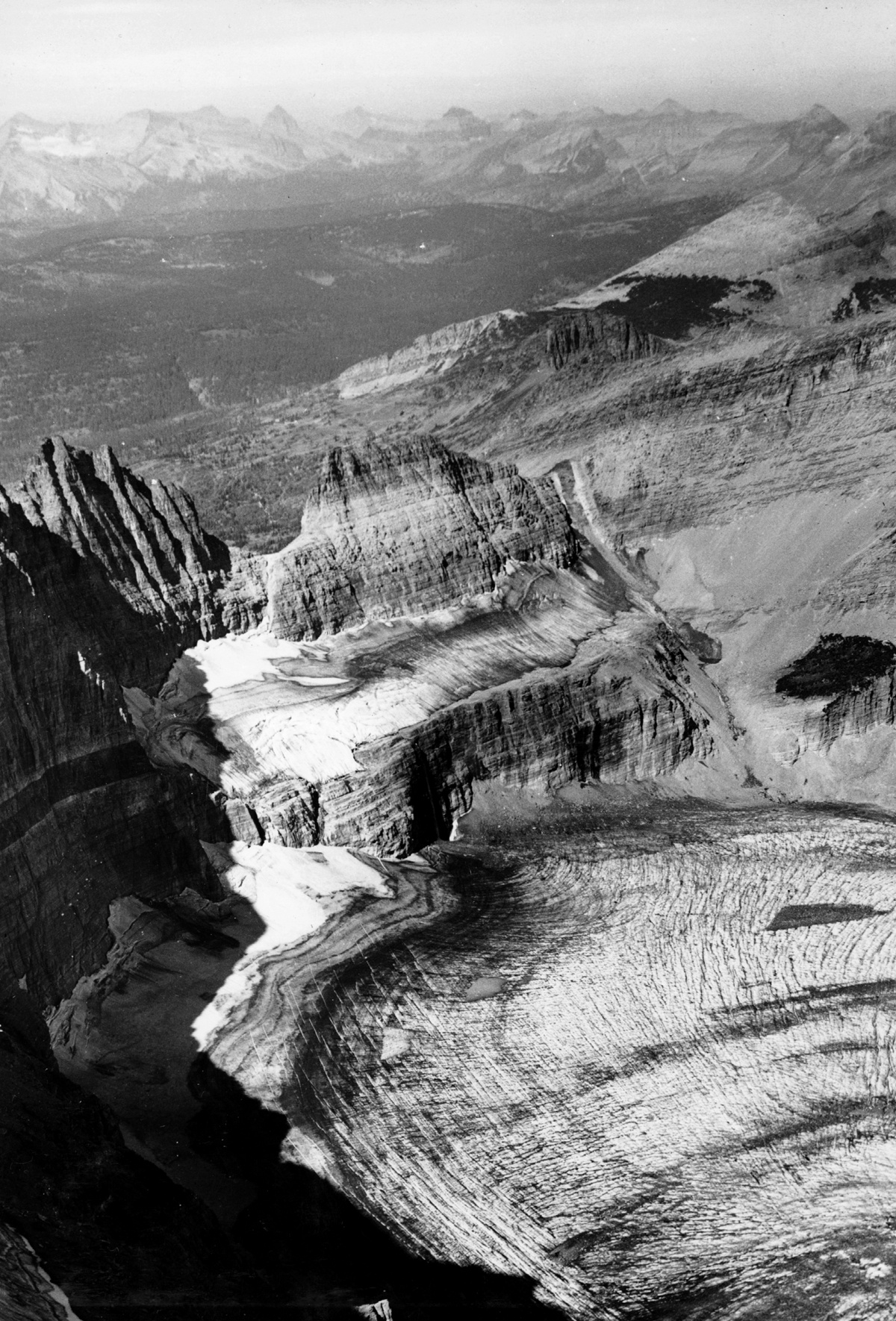
1938 T.J. Hileman GNP
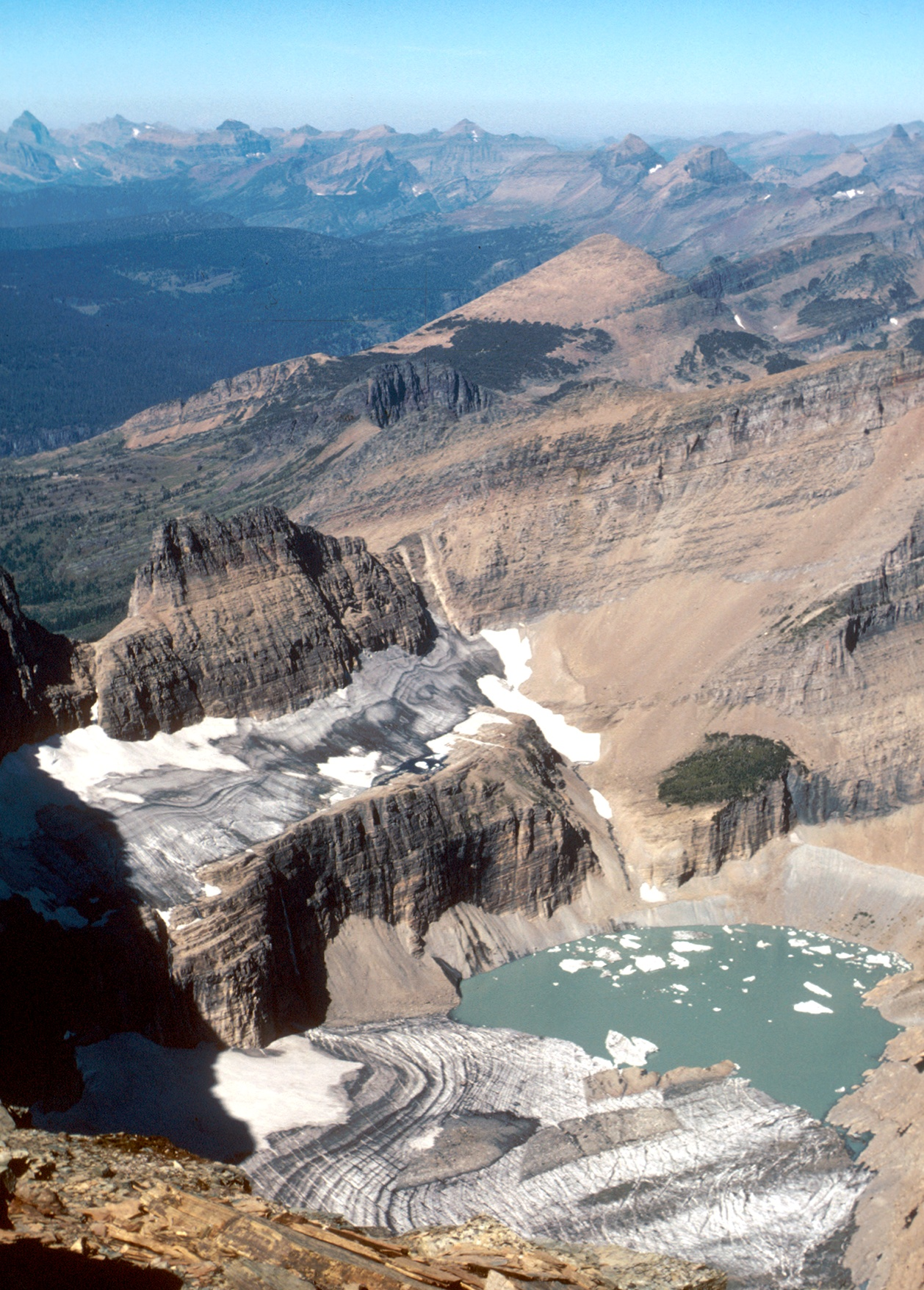
1981 Carl Key (USGS)
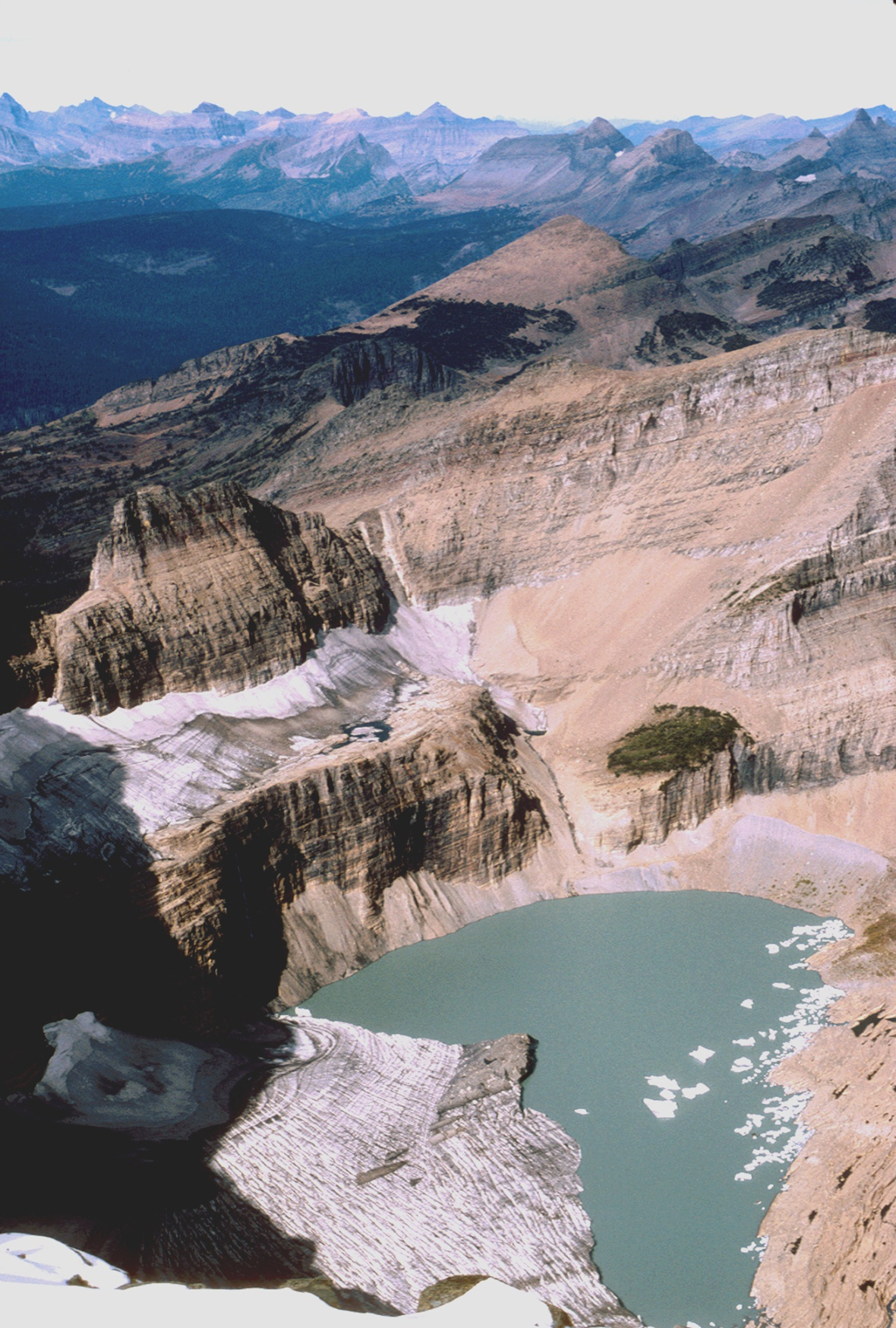
1998 Dan Fagre (USGS)
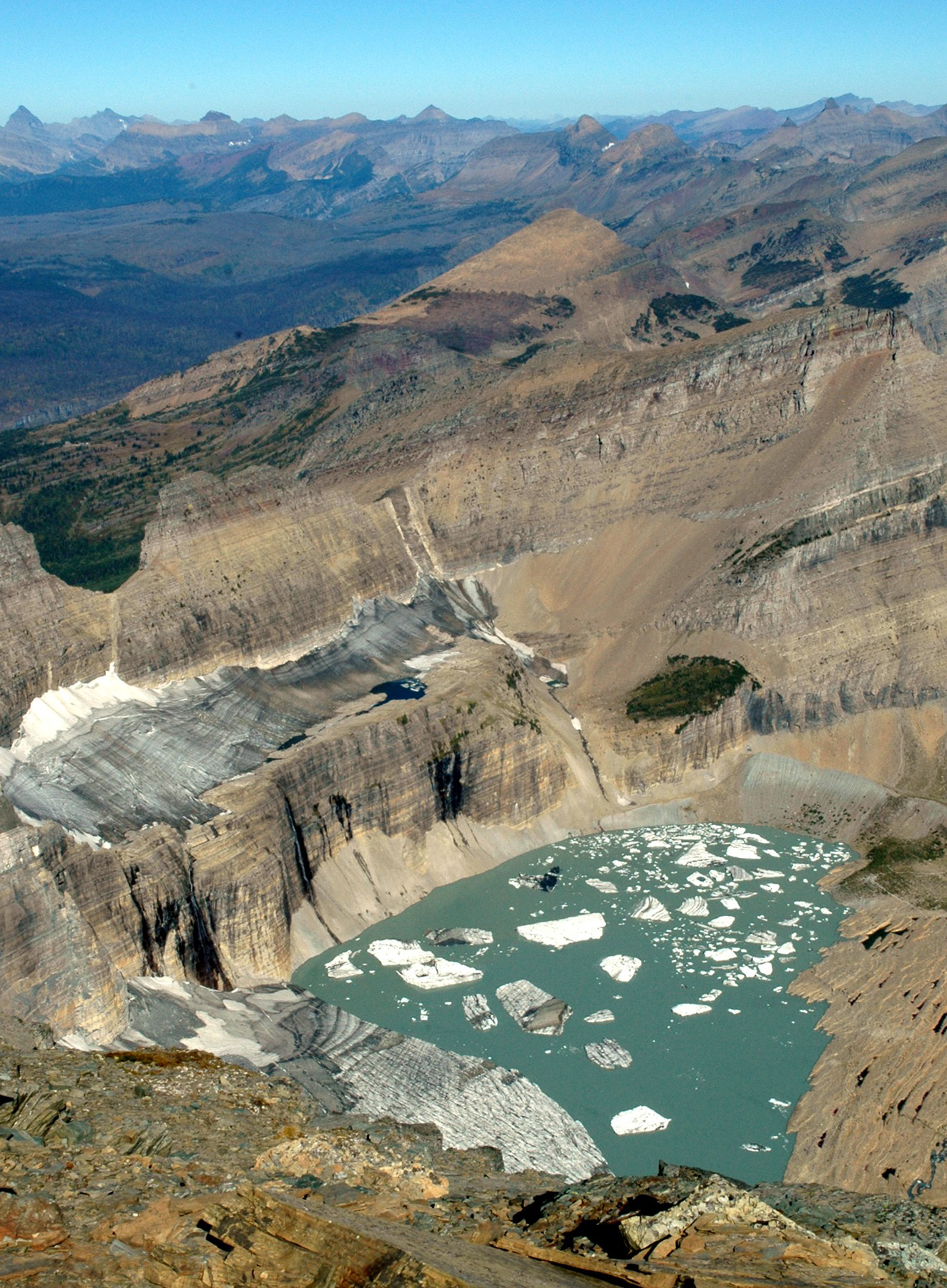
2005 Blase Reardon (USGS)

### Rocoses canadenques

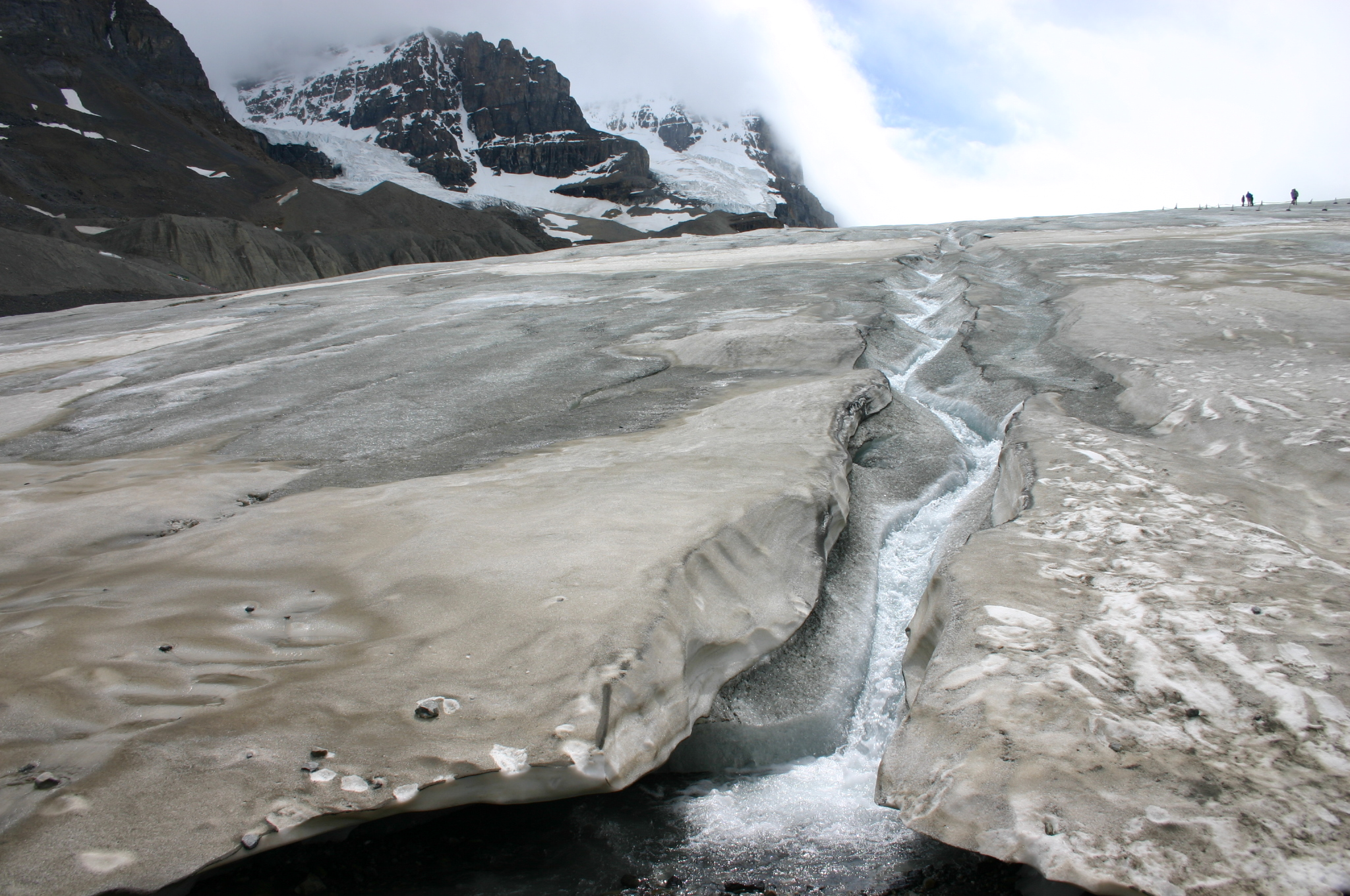
Llengua en fusió ràpida de la glacera Athabasca, 2005

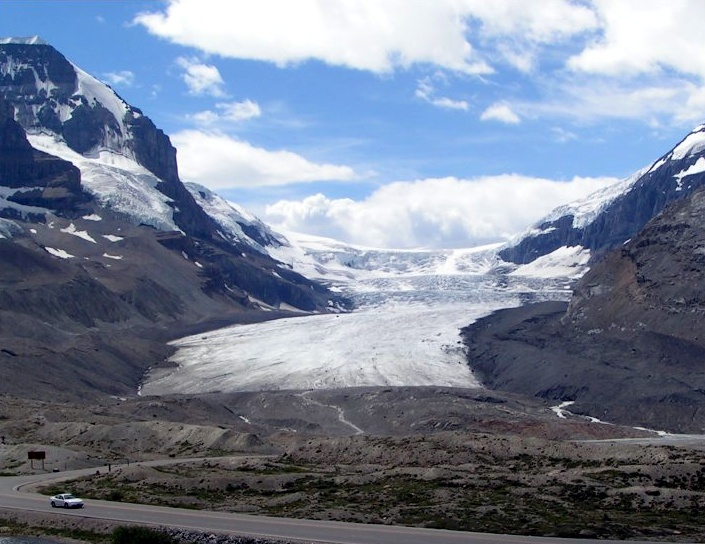
La glacera d'Athabasca al Camp de glaç Colúmbia a les Rocoses canadenques, s'ha retirat 1.500 m al darrer segle. També animació recent.

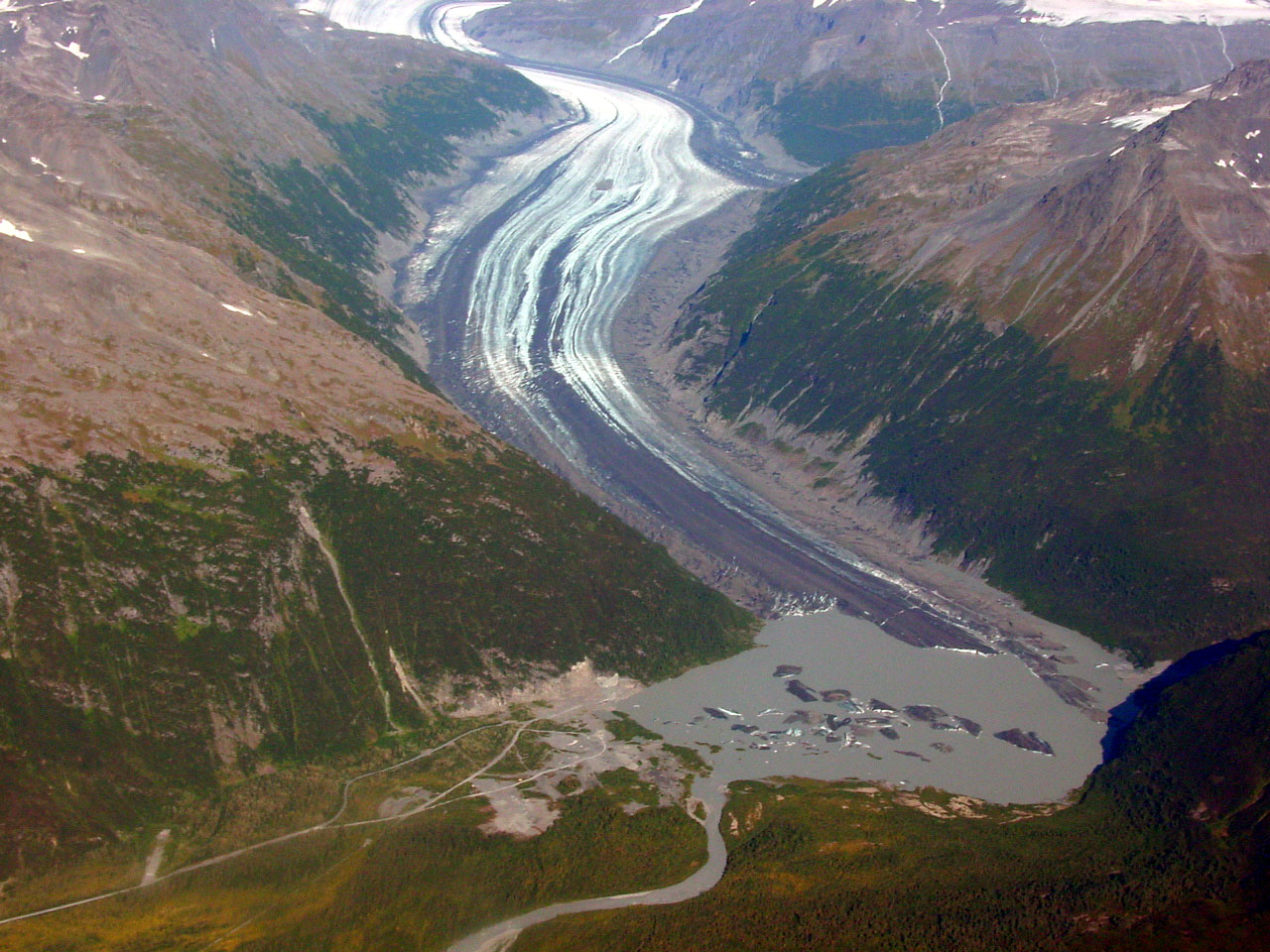
La glacera de Valdez s'ha aprimat 90 m durant el darrer segle i a causa d'aquesta pèrdua de gruix i del retrocés durant les dues darreres dècades del segle XX ha quedat exposat el terra estèril a prop dels marges glacials.)

A les Rocoses canadenques, les glaceres són generalment més grans i més esteses que al sud a Montana. Una de les més accessibles a les Rocoses canadenques és la glacera d'Athabasca, la cual és una glacera de sortida del Camp de glaç Colúmbia de 325 km² d'extensió. La glacera d'Athabasca s'ha retirat 1.500 m des de finals del segle xix. L'índex de retirada per a aquesta glacera ha augmentat des de 1980, després d'un període del retrocés lent de 1950 a 1980. La glacera Peyto a Alberta cobreix una àrea d'aproximadament 12 km², i es va retirar ràpidament durant la primera part del segle xx, estabilitzant-se per 1966, i tornant-se a encongir a partir del 1976. La glacera d'Illecillewaet situada al Parc Nacional de les Glaceres (Canada) de la Colúmbia Britànica s'ha retirat 2 km des que fou fotografiada per primera vegada el 1887.

#### Alaska
Hi ha milers de glaceres a Alaska, encara que només se n'han anomenat unes poques. La glacera de Columbia (Alaska) a prop de Valdez a l'estret de Prince William s'ha retirat 15 km durant els darrers 25 anys. Els icebergs despresos per aquesta glacera foren una causa parcial del vessament de petroli per l'Exxon Valdez, ja que el petrolier havia canviat el seu curs per evitar-los. La glacera de Valdez que es troba en la mateixa àrea, i malgrat que no forma icebergs, també s'ha retirat significativament. "Una inspecció aèria feta el 2005 de les glaceres costaneres d'Alaska va identificar més d'una dotzena de glaceres, moltes d'elles antigament glaceres de marea i generadores d'icebergs, incloent-hi les glaceres de Grand Plateau, Alsek, Bear, i Excelsior que s'estan retirant ràpidament. De 2.000 glaceres observades, un 99% s'estan retirant." (Molnia2) Icy Bay a Alaska és alimentada per les tres grans glaceres de Guyot, Yahtse, i Tyndall, totes les quals han experimentat una pèrdua de llargada i gruix i, consegüentment, una pèrdua en àrea. La glacera de Tyndall es va separar de la glacera en retirada de Guyot durant els anys seixanta i s'ha retirat 24 km de llavors ençà, amb una mitjana de més de 500 m per any.(Molnia)

#### Andes i Terra del Foc

Retrocés de la glacera San Rafael des de 1990 fins al 2000

Una gran part de la població que viu en les zones àrides situades al voltant dels Andes centrals i del sud de l'Argentina i Xile depenen pel seu subministrament d'aigua de la fosa de les glaceres. L'aigua de les glaceres també alimenta els rius i els pantans que permeten funcionar a les centrals hidroelèctriques. Alguns investigadors creuen que el 2030, la major part de les glaceres situades a les regions altes dels Andes hauran desaparegut si les actuals tendències climàtiques continuen. A la Patagònia a l'extrem sud del continent, les grans capes de gel han retrocedit 1 km des de la dècada de 1990 i 10 km des de finals de 1800.
També s'ha observat que les glaceres de la Patagònia estan retrocedint a un ritme més ràpid que en qualsevol altra regió del món. El camp de gel patagó nord va perdre 93 km² de superfície glaciar entre els anys 1945 i 1975, i 174 km² des de 1975 fins al 1996, la qual cosa indica que la taxa de retir és cada vegada més gran. Això representa una pèrdua d'un 8% del camp de gel; i totes les glaceres experimenten un retrocés significatiu. El retrocés més gran va ser el de la glacera O'Higgins, que durant el període 1896-1995 va retrocedir 14,6 km. En el seu conjunt el camp de gel patagó sud ha registrat una tendència general de retirada en 42 glaceres, mentre que quatre glaceres estaven en equilibri i dos van avançar durant els anys entre 1944 i 1986.
Entre les excepcions es troba una de les glaceres més visitades de la regió: la glacera Perito Moreno,la qual es troba actualment en equilibri, d'uns 30 km de llarg i per la qual transcorre la sortida principal de glaç del camp de gel de la Patagònia.
El Perito Moreno ha estat objecte de freqüents oscil·lacions en el període 1947-96, amb un guany net de 4,1 km. Aquesta glacera ha avançat des de 1947, i ha estat bàsicament estable des de 1992, en comparació amb diversos centenars d'altres en retroces.
Les altres dues grans glaceres del Camp de Gel Sud de la Patagònias situades al nord del Perito Moreno, la glacera Upsala i la glacera Videman, han retrocedit 4,6 km en 21 anys i 1 km en 13 anys, respectivament.
A la conca del riu Aconcagua s'ha produït una pèrdua del 20% de l'àrea de les glaceres, amb una disminució de 151 km² a 121 km². La glacera Marinelli a la Terra del Foc ha estat en retirada, almenys des de 1960 fins al 2008.

## Glaceres tropicals
Les glaceres tropicals estan situades entre el tròpic de Càncer i el tròpic de Capricorn, en una gran franja que s'estén uns 23° 26′ 22″ de latitud al nord i al sud de l'equador. Aquestes glaceres són poc habituals per diverses raons. En primer lloc, aquesta regió és una de les més càlides del planeta. En segon lloc, en aquestes latituds les estacions pràcticament no existeixen i la temperatura és càlida durant tot l'any, provocant que pràcticament no nevi i, per tant, sigui difícil que s'acumuli gel. En tercer lloc, als tròpics hi ha poques muntanyes que siguin prou altes per a tenir temperatures baixes que permetin a una glacera establir-se. Totes les glaceres tropicals es troben en les cotes més altes de muntanyes aïllades. En general, les glaceres tropicals són més petites que les que es troben en altres llocs i són més propenses a mostrar una resposta ràpida als canvis en els patrons climàtics. Un petit augment de la temperatura de només uns pocs graus pot tenir un impacte gairebé immediat i advers a les glaceres tropicals.

## Kilimanjaro

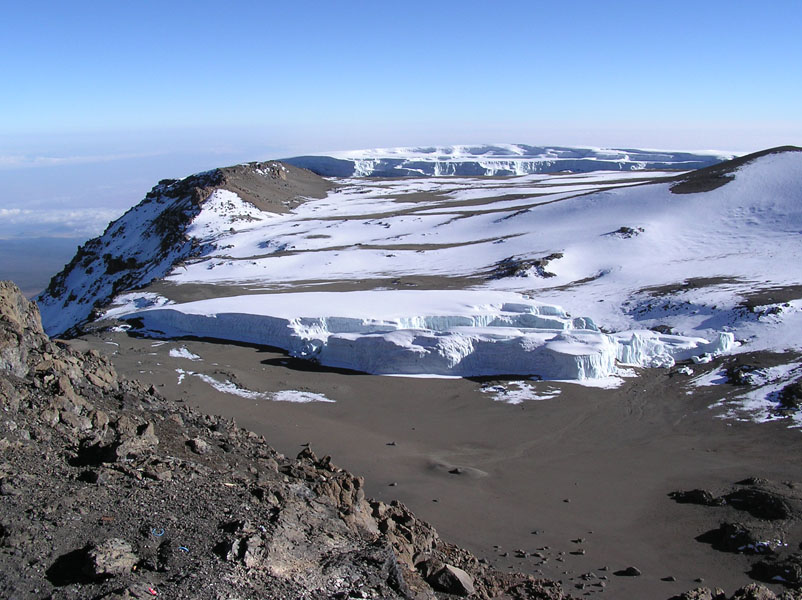
Glacera del cim del Kilimanjaro

El Kilimanjaro és la muntanya més alta del continent africà i s'eleva completament aïllada fins a una altitud de 5.895 m. Des de 1912 la glacera que cobreix el cim de la muntanya ha retrocedit un 75%. Un estudi realitzat el 2002 assegura que si les condicions climàtiques actuals no canvien la glacera dessemblarà per complet entre l'any 2015 i 2020. Actualment, l'any 2008, pràcticament ja no queda gel en el cim i es pot començar a veure la terra estèril que abans quedava coberta per la glacera.

## Mont Kenya
La segona muntanya més alta de l'Àfrica després del Kilimanjaro és la Mont Kenya on es troben una sèrie de petits glacials. Des de mitjan s.XX han perdut un 45% del seu volum. A començaments del s.XX les glaceres en cobrien una superfície d'aproximadament 1,6 km² però l'any 2008 només queda un 25% d'aquesta superfície, per la qual cosa estan clarament amenaçats.

## Serralada dels Andes
A Amèrica del Sud la Serralada dels Andes conté diverses glaceres petites en les seves cotes més altes. Un estudi realitzat entre 1992 i 1998 va revelar que la glacera de Chacaltaya a Bolívia i l'Antizana a l'Equador estaven perdent entre 0,6 m i 1,4 m de gel a l'any. Des de 1980 la velocitat de retrocés d'ambdues glaceres no ha parat d'augmentar i s'espera que aproximadament entre el 2010 i el 2015 almenys el Chacaltaya desaparegui per complet.

## Piràmide de Carstensz

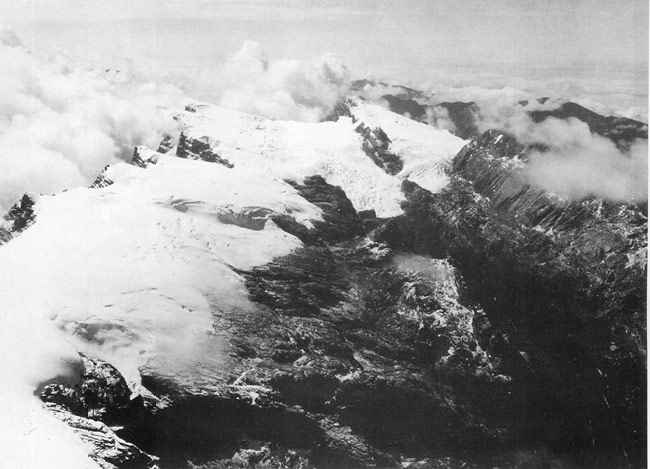
Casquet de gel de Puncak Jaya 1936 USGS

A Oceania, concretament en l'illa de Nova Guinea, s'alça en meitat de la selva la imposant Puncak Jaya
, el pic més alt d'aquest continent. Per simple comparació entre fotografies antigues i recents, a simple vista es pot apreciar que la glacera que el 1936 cobria gran part de la muntanya s'ha anat fonent i subdividint en diverses glaceres més petites, alguns dels quals ja han desaparegut per complet el 2008.

## Glaceres polars
Malgrat la seva importància per a la civilització, les glaceres tropicals i de latituds mitjanes només representen l'1% de tot el gel que hi ha a la Terra. El 99% restant és a l'Antàrtida i Groenlàndia.

### Islandia
L'illa d'Islàndia situada a l'Atlàntic nord és la llar del Vatnajökull, el casquet de gel més gran d'Europa. La glacera de Breiðamerkurjökull, una de les glaceres que neixen al Vatnajökull, ha retrocedit fins a 2 km entre 1973 i 2004. A començaments del segle xx, la glacera Breiðamerkurjökull penetrava 250 m a l'oceà, però el 2004 el punt terminal del Breiðamerkurjökull s'havia retirat uns 3 km terra endins. Aquest retrocés de la glacera ha donat lloc a una llacuna de 110 m de profunditat, plena d'icebergs despresos del seu front en ràpida expansió havent gairebé duplicat la seva mida entre 1994 i 2004. Les mesures del balanç de massa de les glaceres d'Islàndia donaven una alternança entre positiu i negatiu durant el període 1987-95, però des d'aleshores el balanç de masses ha estat predominantment negatiu. En el camp de gel Hofsjokull el balanç de masses ha estat negatiu cada any durant el període de 1995-2005.
La majoria de les glaceres islandeses es va retirar ràpidament durant les dècades càlides des de 1930 fins a 1960, retardant el fred durant la dècada següent, i va començar a avançar després de 1970. La taxa d'avanç va arribar al seu màxim en la dècada de 1980, després d'això va disminuir a conseqüència del ràpid escalfament del clima que ha tingut lloc des de mitjans de la dècada de 1980. La majoria de les glaceres a Islàndia va començar a retirar després de 1990, i el 2000 totes les glaceres controlades d'Islàndia de tipus no surge es retiraven. Una mitjana de 45 terminus de glaceres han estat controlades cada any per la Societat de glaciòlegs islandesos en el període de 2000-2005.

### Canada

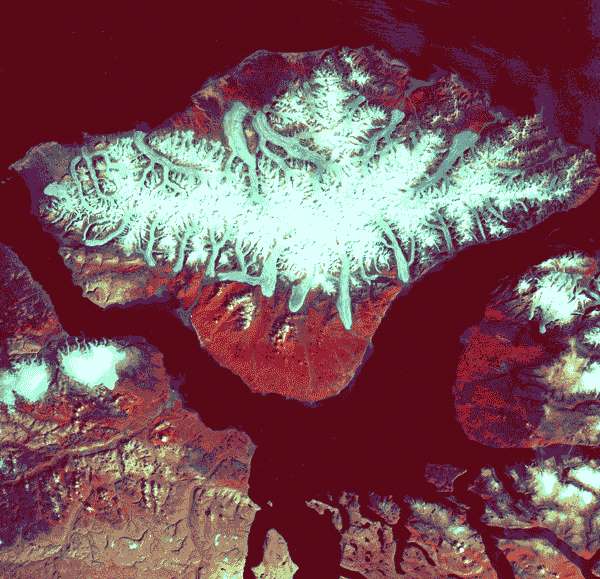
Camp de gel Bylot a l'illa de Bylot, una de les illes de l'Arxipèlag Àrtic Canadenc, 14 agost, 1975 (USGS)

L'Arxipèlag Àrtic Canadenc té un nombre considerable de camps de glaç incloent els camps de Penny i Barnes a l'illa de Baffin, El camp de Bylot l'illa de Bylot, i el camp de glaç de Devon a l'illa Devon. Totes aquestes capes de gel s'han estat aprimant i retrocedint lentament. Els camps de glaç de Barnes i Penny a l'illa de Baffin s'han aprimat en més d'1 m per any en les elevacions més baixes des de 1995 fins a 2000. En total, entre 1995 i 2000, els camps de glaç a l'Àrtida canadenca va perdre 25 km 2 de gel per any. Entre 1960 i 1999, la capa de gel Devon ha perdut 67 km3 (16 cu milles) de gel, principalment a través d'aprimament. Totes les glaceres de les principals sortides al llarg del marge est del camp de gel de Devon Ice Cap s'han retirat d'1 km a 3 km des de 1960. (Burgess i Sharpe) A l'altiplà de Hazen de l'illa d'Ellesmere, el camp de glaç Simmone ha perdut un 47% de la seva superfície des de 1959. (Braun, et alia) Si les condicions climàtiques actuals continuen, el gel de les glaceres restants en l'altiplà de Hazen haurà desaparegut al voltant de 2050. El 13 d'agost de 2005, la barrera de gel Ayles es va desprendre de la costa nord de l'illa d'Ellesmere, la plataforma de gel resultant de 66 km² anar a la deriva per l'Oceà Àrtic. (National Geographic). Això va estar precedit pel trencament de la plataforma de gel Ward Hunt el 2002. The Ward Hunt ha perdut el 90% de la seva àrea en el segle passat. (Mueller, Vincent i Jeffries)

### Nord d'Europa
Totes les illes arqtiques situades al nord de Noruega, Finlàndia i Rússia mostren proves de retirada de les glaceres. A l'arxipèlag de Svalbard, l'illa de Spitsbergen té nombroses glaceres. La investigació indica que Hansbreen glacera de Spitsbergen va retrocedir un 1,4 km des de 1936 fins a 1982 i un altre de 400 m durant el període de 16 anys del 1982 al 1998. (Glowacki) Blomstrandbreen, una glacera a la zona de King's Bay de Spitsbergen s'ha retirat uns 2 quilòmetres (1,2 milles) en els darrers 80 anys. Des de 1960, la mitjana de retir Blomstrandbreen ha estat al voltant de 35 m a l'any, i aquest mitjà es va incrementar a causa d'un ritme accelerat de retir des de 1995. (Greenpeace) De la mateixa manera, la Glacera Lovenbreen Midre retirar 200 m (656 peus) entre 1977 i 1995. (Rippin, i entre altres) a l'arxipèlag de Nova Terra situat al nord de Rússia, la investigació indica que el 1952 hi havia 208 quilòmetres de glaceres al llarg de la costa. En 1993, el glaç s'havia reduït en un 8% fins a 198 quilòmetres. (Aleksey)

## Antàrtida

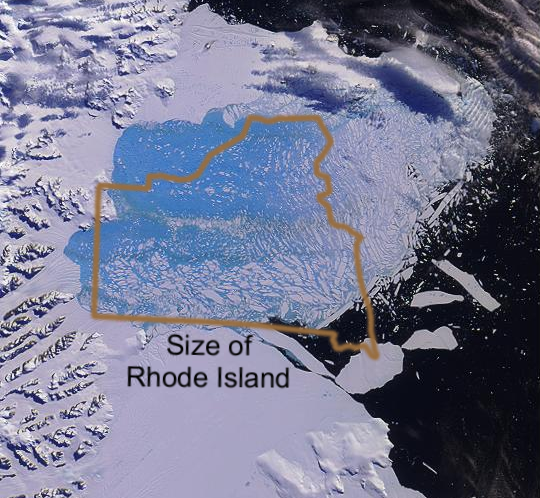
El col·lapse de la Barrera de gel Larsen.

Les grans capes de gel que cobreixen l'àrid continent de l'Antàrtida contenen la major part de l'aigua dolça del planeta. Malgrat el fred intens que impera en aquesta regió del món diverses zones gelades estan mostrant símptomes clars de deteriorament. L'exemple més evident d'aquest fenomen és l'evolució de la Barrera de Gel Larsen. A causa de l'increment de temperatura registrat en aquest continent, aproximadament 0,5 °C des de 1940, es van formar llacunes profundes d'aigua sobre aquesta immensa capa de gel que van provocar que aquesta gran glacera perdés més de 5.000 km² de la seva extensió en amb prou feines sis anys, entre 1995 i 2001. Els llacs de nou formats van arribar a perforar la capa de gel inestabilizant la placa glacial. L'enfonsament de bona part d'aquesta vasta glacera va començar el 31 de gener de 2002 i durant un període de 35 dies es va trencar lentament formant milers d'icebergs de 3250 km² de superfície total, més o menys l'equivalent a la superfície de la regió de Rhode Island als Estats Units, amb un gran seguiment per part dels mitjans de comunicació internacionals més rellevants.[20] La gran atenció dedicada per les televisions a aquest esdeveniment està directament relacionada amb la curta durada d'aquest, el qual possiblement va permetre mantenir l'atenció de les càmeres durant els 35 dies que va durar. Tanmateix, aquest esdeveniment, des d'un punt de vista global, no és el més rellevant de l'Antàrtida.

## Groenlàndia

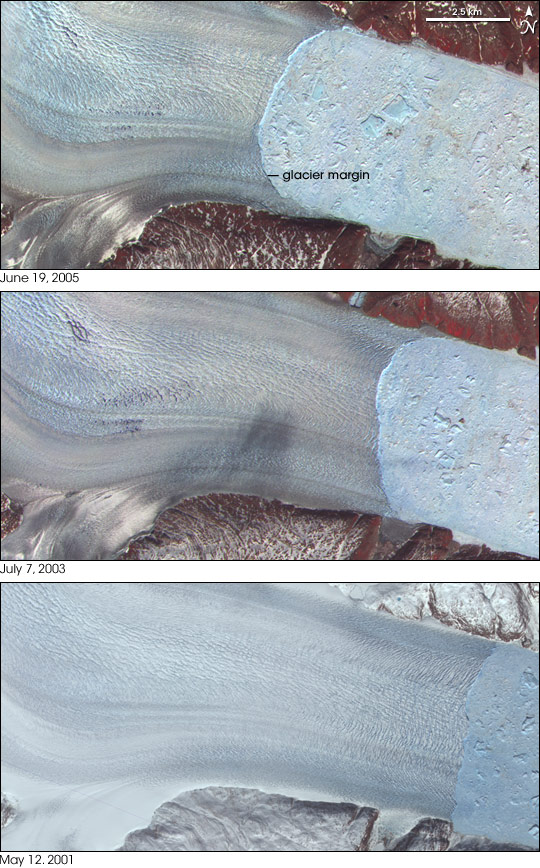
Retrocés de la glacera Helheim, Groenlàndia

Les temperatures al Sud de l'illa més grossa del món han crescut 2,5 °C des de mitjan s.XX, tenint com a conseqüència canvis ràpids en la dinàmica de les glaceres de Groenlàndia. En tan sols dos anys, entre 2004 i 2006 la velocitat de fosa s'ha duplicat en comparació al període 2002-2004. Depenent del mètode de mesurament elegit s'estima que Groenlàndia perd al voltant de 240 km³ de gel a l'any. Aquesta pèrdua continuada de volum va ser especialment visible l'any 2005 en formar-se una nova illa anomenada Uunartoq Qeqertoq (en anglès "Warming Island").

## Islàndia
A Islàndia una de les majors glaceres és el Vatnajökull. Aquesta gran glacera tenia a començaments del s.XX una extensió de 8.100 km² i penetrava uns 250 m a l'oceà. Fins a l'any 2004 s'ha retirat uns 3 km cap a la terra formant-se un gran llac d'uns 110 m de profunditat amb icebergs que s'han anat desprenent de la glacera. La mida d'aquest llac pràcticament s'ha duplicat entre 1994 i 2004.

### Svalbard
Al nord de Noruega es troba l'arxipèlag de Svalbard, entre l'oceà Atlàntic i l'oceà Àrtic. Una de les illes que el conformen, l'illa de Spitsbergen posseeix diverses glaceres. Entre 1936 i 1998 una de les seves glaceres més importants, la glacera d'Hansbreen, s'ha retirat aproximadament 1,8 km. Una altra glacera, el Blomstrandbreen ha retrocedit 2 km en els últims vuitanta anys. La velocitat mitjana de retrocés d'aquest últim ha estat de 35 m a l'any des de 1960, i la velocitat va en augment des de 1995.

## Les glaceres i la investigació climàtica

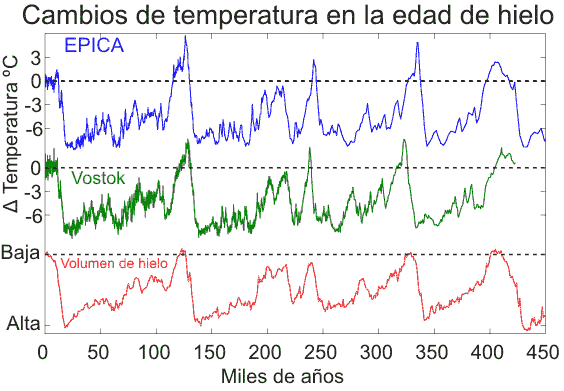
Temperatures estimades en dues bases de l'Antàrtida (EPICA i Vostok) per als últims 450.000 anys i el nivell de gel corresponent. Les mesures s'han obtingut perforant la glacera i analitzant la composició del gel més antic.

Les glaceres gairebé mai no es troben exactament en el punt d'equilibri, i la seva tendència a créixer o disminuir té un paper important en la investigació sobre el clima. Les glaceres més petites són en general les més sensibles, per la qual cosa poden utilitzar-se com a indicadors per a canvis de curta durada i intensitat en les condicions de l'entorn. Ocorre el mateix amb les glaceres properes al mar que són molt més sensibles que els continentals als canvis climàtics a curt termini. Això es deu que a les zones continentals amb menys humitat en l'aire, una part del gel de les glaceres sublima i es converteix en vapor, restant una certa quantitat de calor a la glacera. Aquesta calor que s'ha invertit a evaporar el gel no s'inverteix a fondre la neu, amb el qual les glaceres continentals resisteixen millor a curt termini els canvis en el clima. Altres factors que influeixen en la sensibilitat d'una glacera, són la seva superfície total (més superfície implica més radiació solar que incideix en la glacera), la naturalesa del subsòl, la inclinació de la seva superfície, la seva forma i la intensitat del vent a la regió, només per esmentar-ne uns quants. No obstant això, malgrat la multitud de factors que influeixen en el fenomen, en general les grans glaceres són més resistents, per la qual cosa són especialment útils per estudiar els canvis climàtics de llarga durada.
Una altra característica important de les glaceres que permet avançar en la investigació dels mecanismes del clima és la seva edat. Perforant-los, es poden extreure blocs de gel de milers d'anys d'antiguitat que donen pistes sobre la història climàtica de la Terra. Amb aquest mètode, per exemple, s'ha pogut comprovar que la glacera de la muntanya Kilimanjaro ha existit durant els últims 11.700 anys aproximadament i en l'actualitat està a punt de desaparèixer per complet. Extraient blocs de gel de cents de milers d'anys d'antiguitat de les profunditats de l'Antàrtida i de Groenlàndia es pot entreveure el clima que van tenir aquestes regions en el passat i realitzar estimacions sobre la composició de l'atmosfera en aquells temps. És en part gràcies a aquests avenços que podem saber que actualment estem en una edat de gel que és fins i tot una mica més freda que les anteriors. Aquest estudi fa pensar que el desglaç de les glaceres no està necessàriament lligat a l'activitat humana.
En certs casos, quan es fon part d'una glacera apareixen restes de torba i troncs d'arbres que permeten deduir que en el passat, fa milers d'anys, va tenir una extensió inferior que en l'actualitat, com per exemple en els descobriments realitzats a la glacera de Pasterze, el més gran d'Àustria.

## Conseqüències de la fosa de les glaceres
La retirada contínua de les glaceres pot provocar dos grans problemes a escala planetària: la falta d'aigua dolça i l'augment del nivell del mar. Altres problemes com les dificultats per practicar certs esports o la modificació del paisatge també són conseqüència d'aquest fenomen, però la seva gravetat és molt inferior.

## Escassetat d'aigua dolça
A les zones i ciutats la font principal de les quals d'aigua dolça sigui el desglaç cíclic d'una glacera a l'estiu, la desaparició d'aquesta provocaria una escassetat que afectaria tant l'agricultura com la indústria. Aquest fenomen afectaria molt especialment a diverses regions asiàtiques i a diverses regions i ciutats d'Amèrica del Sud.[25]
Per exemple, la ciutat equatoriana de Quito depèn en gran manera de l'aigua que es desprèn de la glacera situada al volcà Antizana que cada vegada és més petit.[26] En la capital de Bolívia, La Paz, i a les zones d'agricultura que l'envolten, quan hi ha sequera s'utilitza l'aigua provinent de les glaceres.[27] La velocitat amb què estan desapareixent aquestes glaceres ha portat al Banc Mundial a estudiar mesures compensatòries a Sudamérica.[28]
A Àsia s'espera que a causa de l'increment de la població i la ràpida industrialització de molts països la demanda d'aigua sigui cada vegada major, però tanmateix la quantitat d'aigua disponible és cada vegada menor. Extenses zones agrícoles de l'Índia, la Xina i el Nepal depenen de l'aigua que flueix de les glaceres de l'Himàlaia per la qual cosa el seu destí està lligat a l'evolució d'aquestes, i els estudis que s'han realitzat no auguren un futur falaguer. Una altra conseqüència directa de l'escassetat d'aigua és el descens del cabal dels rius que podria portar al tancament de centrals hidroelèctriques, una de les tecnologies menys contaminants per generar energia eléctrica.[29]
Segons un informe del Banc Mundial, les guerres del pròxim segle no tindran per causa ni la política ni el petroli. Seran provocades per l'aigua. La demanda d'aigua es duplica cada vint anys aproximadament, i un ampli sector de la població mundial no disposa d'aigua suficient per a les seves necessitats bàsiques, per exemple la higiene. Si a aquesta situació actual li afegim l'efecte que tindrà sobre l'aigua potable disponible la desaparició de glaceres continentals, es poden preveure conflictes socials greus a mitjà termini.[30]

### Augment del nivell del mar
Entre els anys 1993 i 2003 el nivell del mar ha augmentat a un ritme de 3,1 mm a l'any amb un marge d'error de 0,7 mm. L'increment del nivell del mar no es deu únicament al desglaç de les glaceres sinó també a la dilatació tèrmica dels oceans. Ambdós fenòmens estan directament relacionats amb la temperatura mitjana de la Terra i en contribueixen a l'increment del volum dels oceans en un 50% cada un aproximadamente.
Ja que la major part del gel que hi ha al planeta està localitzat a l'Antàrtida i Groenlàndia, l'evolució d'aquestes dues zones determinarà en gran manera la velocitat de l'augment del nivell del mar. Segons el Grup Intergovernamental d'Experts sobre el Canvi Climàtic (IPCC) s'espera fins a l'any 2100 un increment del nivell del mar d'entre 19 cm i 58 cm depenent de l'evolució dels diferents escenaris que s'han estudiat sense tenir en compte el possible increment en la contribució de l'Antàrtida i Groenlàndia, a causa que són zones polars especialment difícils de modelitzar. A títol il·lustratiu i sense alarmisme, si l'Antàrtida es fongués per complet, la qual cosa és molt improbable que ocorri almenys durant el s.XXI, els seus 25,4 km3 de gel elevarien el nivell del mar en 57 m produint una catàstrofe de conseqüències impossibles d'estimar. Si el nivell del mar s'elevés només un metre, s'inundarien uns 150.000 km² de terra afectant uns 180 milions de persones.
Cal subratllar que les úniques dades realment segures són les corresponents a dades preses en el passat. Les previsions de futur, per definició, es basen en models estadístics basats en patrons de creixement detectats en dades obtingudes en el passat i, per tant, el seu nivell d'incertesa, donada la complexitat del fenomen, és bastant alt. Fins i tot els models més sofisticats d'escalfament global i fusió de les glaceres no són considerats de moment prou fiables. No obstant això són els millors models de què es disposa actualment.

## Possibles contramesures
Per frenar la fosa de les glaceres és difícil adoptar contramesures realment efectives mentre no es coneguin les seves causes exactes i les seves pautes d'evolució. Es necessita saber amb més precisió quins pesos tenen els factors antropogènic i natural en el fenomen que estem observant. No obstant això, existeixen propostes raonables per frenar la pèrdua de gel a la Terra o almenys adaptar-nos a aquesta pèrdua:
- Gestionar millor l'aigua: si les reserves d'aigua dolça s'estan reduint, té sentit incrementar l'eficiència de la xarxa de distribució i utilitzar més eficientment l'aigua. En alguns països, com Espanya, s'ha proposat incrementar les tarifes de l'aigua per evitar que es malgasti. Aquesta proposta no ha estat exempta de polémica.[34]
- Eixalada de l'aigua del mar per obtenir aigua dolça. Aquesta tecnologia permetria crear noves fonts d'aigua dolça per compensar les pèrdues ocasionades pel desglaç de les glaceres, però és una tecnologia relativament cara i requereix una gran quantitat d'energia. Depenent de quin sigui l'origen d'aquesta energia (combustibles fòssils, nuclear o renovables), pot ser pitjor el remei que la malaltia.
- Assumint que el factor antropogènic tingui un pes decisiu en el fenomen, la principal contramesura que s'hauria de prendre és reduir l'emissió de gasos amb efecte d'hivernacle per frenar l'escalfament global. S'han proposat mesures globals com el Protocol de Kyoto encara que no tots els països industrialitzats l'han firmat.
- Protegir les glaceres amb una funda: és un mètode que s'ha posat en pràctica a Suïssa cobrint algunes glaceres entre maig i setembre, i que fins al moment ha donat bons resultats. La finalitat principal d'aquestes mesures és protegir el turisme glacial i els esports de neu. No obstant això, aquest mètode no és econòmicament viable per protegir el planeta de forma global.[38]